# Rubén Osvaldo Díaz
Rubén Osvaldo Díaz Figueras (Buenos Aires, 8 de enero de 1946-Buenos Aires, 16 de enero de 2018), apodado el Panadero, fue un futbolista argentino, que se desempeñó como lateral izquierdo. Es considerado una leyenda en Racing Club, donde integró el histórico equipo dirigido por Juan José Pizzuti que se consagró campeón de la Primera División en 1966, y de la Copa Libertadores y la Copa Intercontinental en 1967.

## Carrera

### Como jugador
Empezó jugando en Racing Club como defensa. Lo apodaron Panadero porque su padre tenía una panadería. Con Racing ganó el Campeonato de Primera División 1966. También ganó dos trofeos internacionales: una Copa Libertadores y una Copa Intercontinental en 1967. Esos títulos fueron los primeros trofeos internacionales conseguidos por su club.
En 1973 se marchó a jugar a la liga española de fútbol con el Atlético de Madrid. Debutó en la Primera División de España el 15 de septiembre de 1973 en el partido Las Palmas 1 - 0 Atlético. Con el Atlético ganó una Liga española y una Copa del Rey. En la temporada siguiente consiguió la Copa Intercontinental con su equipo. Díaz jugó cuatro temporadas con el Atlético, disputando un total de 87 partidos en la Primera división española.
En 1977 regresó a la liga argentina de fútbol para volver a jugar con su club de origen, Racing Club. Después de esa temporada se retiró de los terrenos de juego.

### Como entrenador
Como entrenador, comenzó en 1985 como ayudante de campo de Ramón Cabrero en Deportivo Italiano, logrando el ascenso por primera vez en su historia a Primera División. En el año 1987, se unió a Alfio Basile, con el que realizó una larga y exitosa trayectoria, pasando por clubes de Argentina, México y España, además de la Selección Argentina en dos oportunidades.
Al lado del "Coco", ganó la Supercopa Sudamericana 1988 con Racing Club, se consagró bicampeón con Boca Juniors del torneo local, y ganó la Copa Sudamericana y la Recopa Sudamericana en dos oportunidades. El "Panadero" también acompañó a Basile en la Selección Argentina en dos ciclos. Con esta fueron bicampeones de América en 1991 y 1993, y se quedaron con la Copa Confederaciones 1992.
Falleció por las complicaciones surgidas en una intervención quirúrgica derivada de un aneurisma de la aorta abdominal, en la Fundación Favaloro, de Buenos Aires.

## Trayectoria como jugador

### Clubes
| Club               | País      | Año       |
| ------------------ | --------- | --------- |
| Racing Club        | Argentina | 1965-1972 |
| San Lorenzo        | Argentina | 1973      |
| Atlético de Madrid | España    | 1973-1977 |
| Racing Club        | Argentina | 1977-1978 |

## Palmarés

### Títulos nacionales
| Título         | Club               | Año       |
| -------------- | ------------------ | --------- |
| Liga Argentina | Racing Club        | 1966      |
| Liga Española  | Atlético de Madrid | 1976-1977 |
| Copa del Rey   | Atlético de Madrid | 1976      |

### Títulos internacionales
| Título                       | Club               | Año  |
| ---------------------------- | ------------------ | ---- |
| Copa Libertadores de América | Racing Club        | 1967 |
| Copa Intercontinental        | Racing Club        | 1967 |
| Copa Intercontinental        | Atlético de Madrid | 1974 |

## Trayectoria como ayudante de campo

### Clubes
| Club                | País      | Año       |
| ------------------- | --------- | --------- |
| Deportivo Italiano  | Argentina | 1985-1986 |
| Racing Club         | Argentina | 1987-1989 |
| Vélez Sarsfield     | Argentina | 1989-1990 |
| Selección Argentina | Argentina | 1991-1994 |
| Atlético de Madrid  | España    | 1994-1995 |
| Racing Club         | Argentina | 1996-1997 |
| San Lorenzo         | Argentina | 1998      |
| América             | México    | 2000-2001 |
| Colón               | Argentina | 2004      |
| Boca Juniors        | Argentina | 2005-2006 |
| Selección Argentina | Argentina | 2006-2008 |
| Boca Juniors        | Argentina | 2009-2010 |
| Racing Club         | Argentina | 2012      |

### Títulos locales a nivel de clubes
| Título         | Club         | Año  |
| -------------- | ------------ | ---- |
| Liga Argentina | Boca Juniors | 2005 |
| Liga Argentina | Boca Juniors | 2006 |

### Títulos internacionales a nivel de clubes
| Título                          | Club         | Año  |
| ------------------------------- | ------------ | ---- |
| Supercopa Sudamericana          | Racing Club  | 1988 |
| Supercopa Interamericana        | Racing Club  | 1988 |
| Copa de Gigantes de la Concacaf | América      | 2001 |
| Recopa Sudamericana             | Boca Juniors | 2005 |
| Copa Sudamericana               | Boca Juniors | 2005 |
| Recopa Sudamericana             | Boca Juniors | 2006 |

### Títulos a nivel de selección nacional
| Título                    | Club                | Año  |
| ------------------------- | ------------------- | ---- |
| Copa América              | Selección Argentina | 1991 |
| Copa Kirin World Annual   | Selección Argentina | 1992 |
| Copa FIFA Confederaciones | Selección Argentina | 1992 |
| Copa América              | Selección Argentina | 1993 |
| Copa Artemio Franchi      | Selección Argentina | 1993 |

### Participaciones en Copas del Mundo
| Mundial                        | Sede           | Resultado        |
| ------------------------------ | -------------- | ---------------- |
| Copa Mundial de Fútbol de 1994 | Estados Unidos | Octavos de final |